# Granattor

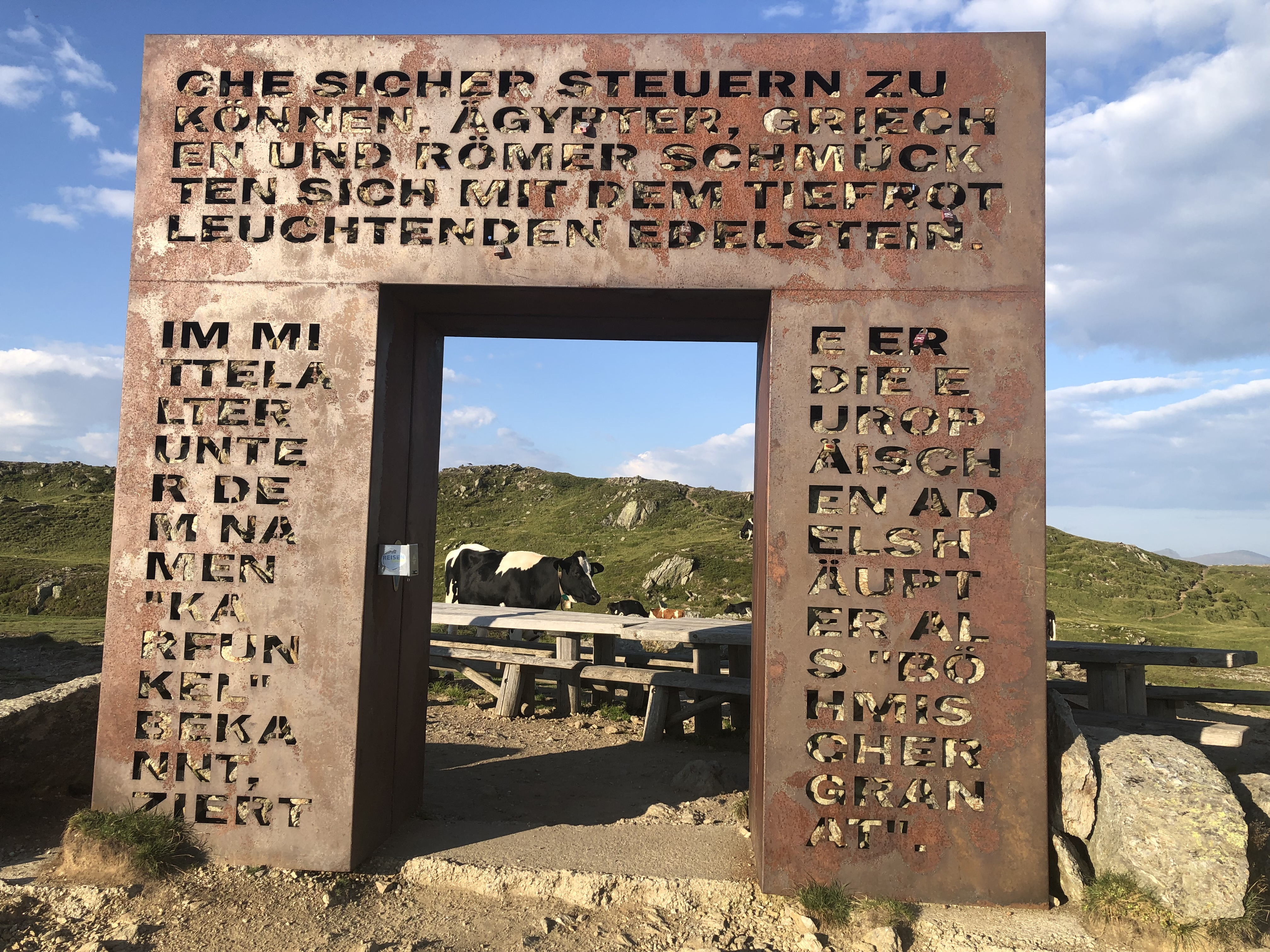
Das Granattor in Millstatt am See, aufgenommen im August 2023.

Das Granattor ist ein Wahrzeichen in der Nähe von Millstatt am See in Kärnten in Österreich. Es wurde 2009 gebaut und befindet sich in 2060 Metern Höhe auf der Millstätter Alpe. Es erzählt die Geschichte des rubinroten Edelsteins Granat und gibt Hinweise auf das größte Granatvorkommen in den Alpen.

## Beschreibung

### Lage und Umgebung
Das Granattor liegt auf der Millstätter Alpe auf 2060 Metern Höhe. Es ist umgeben von vielen Kuhweiden und kleineren Felsen. Dort befindet sich auch eine Sitzgelegenheit. Die umliegenden Ortschaften sind Radenthein, Lammersdorf, Villach und Millstatt.

### Anreise
Die beste Zeit zur Anreise zum Granattor ist im Frühling (April, Mai) und Sommer (Juni, Juli, August). Sie erfolgt über einen teilweise befestigten Fußweg. Dieser startet an der Lammersdorfer Hütte, welche auf 1650 Höhenmetern liegt. Laut der offiziellen Webseite dauert es dreieinhalb Stunden nach dort oben zu wandern. Eine Anreise mit dem Auto über eine kostenpflichtige Mautstraße oder mit dem Fahrrad ist bis zur Lammersdorfer oder Millstätter Hütte ebenfalls möglich.

### Tourismus
Das Granattor ist aufgrund der hohen, bergigen Lage bei Touristen sehr beliebt. Jährlich kommen dort mehrere Tausend Touristen hochgewandert.